# Elektra: Assassina
Elektra: Assassina é uma minissérie em oito edições publicada entre 1986 e 1987 pelo selo Epic Comics, pertencente à Marvel Comics. Foi escrita por Frank Miller e desenhada por Bill Sienkiewicz. A revista satiriza a violência, política e clichês dos quadrinhos, como ninjas e ciborgues.
A minissérie foi indicada ao Eisner Awards de melhor série finita. A primeira edição brasileira, publicada em 1988 pela editora Abril, ganhou o Troféu HQ Mix de melhor minissérie estrangeira em 1989.